# Heterotanytarsus apicalis
Heterotanytarsus apicalis är en tvåvingeart som först beskrevs av Jean-Jacques Kieffer 1921.  Heterotanytarsus apicalis ingår i släktet Heterotanytarsus och familjen fjädermyggor. Arten är reproducerande i Sverige. Inga underarter finns listade i Catalogue of Life.